# Trần Công Kích
Trần Công Kích (sinh 1945) là đại biểu Quốc hội Việt Nam khóa XI, thuộc đoàn đại biểu Ninh Bình.
Ông từng là Tỉnh ủy viên, Phó chủ tịch thường trực hội đồng nhân dân tỉnh Ninh Bình.
Ủy viên ủy ban kinh tế và ngân sách Quốc hội. Trưởng đoàn đại biểu Quốc hội tỉnh Ninh Bình.
Ông sinh năm 1945 tại xóm Ngọc Động, xã Gia Phong, huyện Gia Viễn, Ninh Bình